# ゴート語
ゴート語（ゴートご、ゴート語: *𐌲𐌿𐍄𐌹𐍃𐌺𐌰 𐍂𐌰𐌶𐌳𐌰, ラテン字転写: *gutiska razda）とは、ゴート族、特に西ゴート族によって話された、インド・ヨーロッパ語族のゲルマン語派の東ゲルマン語群に属する言語である。
なお、語頭の*（アスタリスク）は、後世に理論的に再建された語を示している。また説明文中、比較参考のための言語名を略している箇所がある。英は英語、独はドイツ語、瑞はスウェーデン語、希はギリシア語、ラはラテン語、諾はノルウェー語である。

## 概要
東ゲルマン語群はいずれも死語となったが、唯一ゴート語のみは写本（コデックス）として言語学的資料が残っている。特に、4世紀に書かれたゴート語翻訳版聖書が有名である。他の東ゲルマン語族の言語としてはヴァンダル語 やブルグント語があるが、いずれも言語名と固有名詞などが残っているに過ぎない。
ゴート語はインド・ヨーロッパ語族のゲルマン語派に属しており、その内で最も古い言語であるが、直系の子孫言語を持っておらず、前述のとおり死語となった。現存する最も古いゴート語の書物は前述の4世紀のものである。ゴート語は6世紀中頃に衰退した。理由としては、
- ゴート族がフランク人に敗北した
- イタリアからゴート語が排除された
- ゴート語話者が主にラテン語を使用するローマ・カトリックへ改宗した

という点が挙げられる。また、イベリア半島（現在のスペインとポルトガル）で8世紀ごろまで使われた。フランク人の詩人・神学者ワラフリード・ストラボが書き残したものによれば、ドナウ川下流地域、及び地域的に隔絶されたクリミア半島山岳地帯に、9世紀中頃まで残っていたとのことである。それ以降（9世紀後期以後）に発見されたゴート語に見える文書・碑文は、ゴート語ではない可能性がある。
このように、死語でありながらも初期の文書が残っており、比較言語学の見地からは研究材料として極めて興味深い言語である。
言語の元々の名前は証明されていない。後にゴート語が再建された際の名前 *gutiska razda は、ヨルダネスによる Gothiscandza 「ゴートの終わり（または境界）」が元になっている。ただし、razda が「言葉」に相当することは証明されている（例えば、マタイ書26:73に「言葉」が含まれている）。
本項で表記しているゴート語は、ゴート文字の項で説明されている体系を使用して転写されたものである。

## ゴート語の古文書群

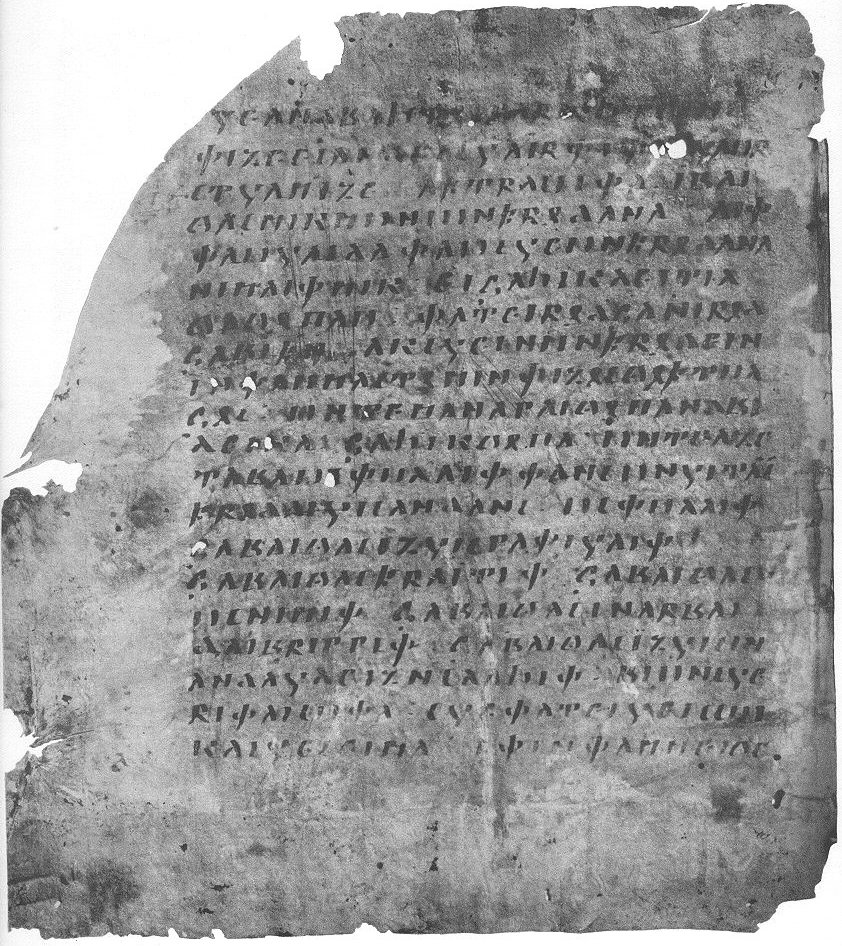
アンブロジウス写本B (Codex Ambrosianus B)

ゴート語を再建するには十分でないものの、いくつかの文書が現在に至るまで保存されている。
- 最も規模の大きい保存文書群は、アリウス派の教父ウルフィラ（Ulfilas または Wulfila, 311-382年）によって書かれた聖書と、その写本である（以下、ウルフィラ版聖書と記述）。ウルフィラは、ローマ帝国の行政区モエシア（現在のブルガリアとセルビアの一部）の西ゴート族キリスト教徒コミュニティの指導者であった。彼はギリシア語の七十人訳聖書を元に、ゴート語に翻訳する取りまとめを行った。このうち、新約聖書の約4分の3と、旧約聖書の若干の断片が遺っている。
  - 銀泥写本（英語版）または銀文字写本 (Codex Argenteus) およびシュパイアー断片 (Speyer fragment）:188葉

最も保存状態の良い写本。6世紀に北イタリアの東ゴート族に送られ、保存されていたもの。四福音書の大部分を含む。ギリシア語から翻訳されたものであるため、ギリシア語の借用語と語法が多数含まれている。構文は、部分的にはしばしばギリシア語からそのまま転用されている。
  - アンブロシアヌス写本(Codex Ambrosianus)およびタウリネンシス写本 (Codex Taurinensis）：5分冊、合計193葉

新約聖書（福音書と書簡の一部を含む）と旧約聖書（ネヘミヤ記）、およびSkeireins（ゴート語による解説）として知られる注解からなる。テクストの一部が写字生によって幾分か修正された可能性が有る。
  - ギーセン写本(Codex Gissensis)：1葉

ルカ福音書23-24の断片。1907年にエジプトで発見されたが、1945年に水害で破損した。
  - カール写本(Codex Carolinus) ：4葉

ローマ書11-15の断片。
  - バチカン・ラティヌス写本5750(Codex vaticanus Latinus 5750)：3葉

Skeireinsの57-58ページ、59-60ページ、61-62ページ。
- 少数の古文書：アルファベット、カレンダー、いくつかの文書で見つかる語彙注記。また、実体はゴート語であると思われるルーン文字のいくつかの碑文。一部の学者は、これらの碑文のすべてがゴート語であるとは考えていない(Braune/Ebbinghaus "Gotische Grammatik" Tübingen 1981)。
- 用語集：16世紀のフランドルの外交官で、クリミア半島に住んだオージェ・ギスラン・ド・ブスベック によりトルコ語で編集された、数十語の用語集。これらの用語は記述時点から約1世紀前のものであり、ウルフィラ時代のゴート語ではなく、クリミア・ゴート語に関連がある。

ウルフィラ版聖書の他の部分についての、証明されていない発見報告がある。ハインリッヒ・メイは1968年に、マタイ書を含む12葉の重ね書き羊皮紙（Palimpsest, いったん書かれたものを薄く削り、新たに書き入れたもの）をイギリスにおいて発見したと主張した。しかし、この主張は決して受け入れられていない。
ゴート語の文献のうち、翻訳された聖書の断片だけが保存された。ウルフィラ版聖書以外の翻訳は明らかに、ギリシア人キリスト教徒と文化的に近い、バルカン半島の人々によってなされた。ゴート語の聖書は、7世紀頃まではイベリア半島、イタリアの西ゴート族の人々や、バルカン半島や現在のウクライナにあたる地域の東ゴート族の人々によって使われたようである。
アリウス派の異端弾圧に伴う根絶運動があったため、ゴート語の多くのテクストはおそらく削られて、元の字句を消した上で他の言語で上書きされたか、あるいは焚書されたものと考えられている。聖書はその対象とはならなかったため、ゴート語の相当長いテクスト Skeireins として残されている。これはヨハネ福音書とその解説を含んでいる。
ゴート語の極めて希少な二次史料が8世紀後頃にあるが、おそらくその時代にはゴート語は使われなくなっていた。中世とゴート族に言及するテクストを評価する際には、多くの著者が東部ヨーロッパにおけるどんなゲルマン語族類でも「ゴート語」として扱った可能性に注意する必要がある。これは当時のラテン系国家におけるゲルマン語への理解不足による。ゴート語の聖書からは、当時の多くの人々がゴート語を使っていた訳ではないことがうかがえる。一部の著者は、スラヴ語派を話す人々さえゴート族として言及している。
クリミア・ゴート語とウルフィラのゴート語との関係は不透明である。16世紀以降のクリミアゴート語の語彙の断片は、聖書のゴート語と有意な差が見られる。しかし、いくつかの語彙、たとえば "ada"（卵）のような言葉は引き継がれている。
通常、「ゴート語」とは4世紀頃、ウルフィラのゴート族の言語を意味するが、ウルフィラの死のずっと後、6世紀頃まで使われていたことが証明されている。上記の古文書群のリストは完全ではない。より広範囲なリストはWulfilas Projectのウェブサイト（英語）で閲覧可能である。

## アルファベット

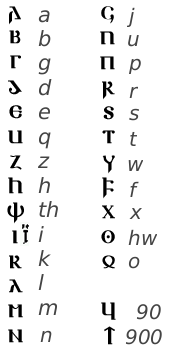
ゴート文字とラテン文字の対応

ウルフィラ時代のゴート語文書、すなわち Skeireins やその他の文書群は、ウルフィラが翻訳のために考案した文字を用いた。何人かの言語学者（たとえばBraune）は、この文字がギリシア文字だけに由来したと主張するが、他の言語学者はルーン文字およびラテン文字など、いくつかの起源があると主張している。
英語において混同してはならない点は、このゴート文字アルファベット Gothic alphabet が、Gothic scriptと呼ばれるブラックレター （Blackletter） とは無関係であるということである。ブラックレターは12-14世紀からラテン文字を書くのに使われ、後にドイツ語を書くのに使われるフラクトゥールに発展した。

## 音声論と音韻論
主に比較言語学的な音声の再建法を通して、ウルフィラ時代のゴート語がどのように発音されたかを、多少は正確に決定することが可能である。さらに、ウルフィラが翻訳を行うにあたって、できる限り元のギリシア語テクストに沿うようにしたことにより、彼が現代ギリシア語のそれらと同じ書法を使ったと言うことも判明している。その期間のギリシア語の古文書はかなり保存されているため、翻訳文からゴート語のテクストの多くを再建することが可能となる。その上、ギリシア語起源でない名前が、ギリシア語聖書から転記されていることは、研究上非常に有益である。

### 母音
| 単母音 | 二重母音 |

/a/・/i/・/u/には、いずれも短音と長音がある。ゴート語の書法では、/i/のみについて短音と長音を区別する。i と書いた場合には短音に、ei と書いた場合には長音になる（二重音字）が、これはギリシア語の ει = [iː] の借用である。単母音は、歴史的には鼻子音が/h/の前に来た時に、しばしば長音になる（代償延長）。たとえば、動詞 briggan [briŋgan]（「持ってくる」英：bring 独：bringen）は、過去形では brahta [braːxta]（「持ってきた」英：brought 独：brachte）となるが、これはゲルマン祖語 *braŋk-dē が元である。発音表記を意図した詳細な字訳においては、長音記号が用いられ、brāhta（マクロン）または brâhta（サーカムフレックス）という表記になる（マクロンを用いる方が望ましい）。[uː]はしばしば他のコンテクストで見受けられる。例）brūks「便利な」（独：Gebrauch 瑞：bruk「使い方」）。
/eː/と/oː/は長い半狭母音である。これらはそのままe・oと書かれる。例）neƕ [neːʍ]（「近い」　英：nigh　独：nah「近い」）、fodjan [foːdjan](英：to feed「養う」）。
/ɛ/と/ɔ/は短い半広母音である。これらは二重音字でai・auと書かれる。例）taihun [tɛhun]（「10」　英：ten 独：zehn）、dauhtar [dɔxtar]（「娘」　英：daughter 独：Tochter)。ゴート語を字訳する際には、これらの二重音字のアクセントは、元のai・auと区別するために、2番目の母音aí・aúに置かれる。多くの場合、短音の[ɛ]・[ɔ]は[r, h, ʍ]の前の/i, u/の異音となる。さらに、畳音を持つ過去時制の二重音節ではaiがよく使われるが、これはおそらく短音の[ɛ]で発音される。最後に、[ɛ]と[ɔ]はギリシア語とラテン語からの借用語によく現れる。例）aípiskaúpus [ɛpiskɔpus]（ἐπίσκοπος「司教」）、laíktjo [lɛktjoː]（英：lectio「司教」）、Paúntius [pɔntius]（英：Pontius「ポンティウス」）など。
ゲルマン祖語の二重母音ai・auは、ゴート語ではそのままai・auとして現れる。（通常この二重母音は、最初の母音字にアクセント符号を付けることでゲルマン祖語i/e, uが元になったai・auとは区別する）。一部の研究者は、[ai]または[au]が二重母音のまま発音されたと考えている。他の研究者は、これらが長い半広母音[ɛː]・[ɔː]として発音されたと考えている。たとえばains [ains] / [ɛːns]（英：one 独：eins「一つ」）、augo [auγoː]または[ɔːγoː]（英：eye 独：Auge「眼」）。ラテン語起源のゴート語名称においては、ゲルマン語のauは4世紀までにoとなり、後にouとなった（Austrogoti → Ostrogoti）。長音/ɛː/及び/ɔː/は、特に後ろに母音が来る場合、異音/eː/及び/uː/, /oː/となる。例）waian [wɛːan]（英：to blow 独：wehen「～に吹く」）、bauan [bɔːan]（英：to build 独：bauen「生きる」、瑞：bo「～に建てる」）、ギリシャ語の借用語Trauada 「トロイア人」（希：Τρῳάς）。
/y/はギリシア語の借用語でのみ使用され、ドイツ語のüやフランス語のuに等しい。この音は、母音の中ではwで転写される。例えばazwmus [azymus]（無酵母パン、英：unleavened bread 希：ἄζυμος）。ギリシア語ではυ (y)または二重母音οι (oi) に相当するが、どちらもその時期のギリシア語では[y]で発音された。しかし、この音はゴート語とは合わなかったため、[i]で発音された可能性が高い。
/iu/は下降二重母音である。すなわち[iu̯]であり、[i̯u]ではない。例）diups [diu̯ps]（英：deep 独：tief 瑞：djup「深い」）。
ギリシア語の二重母音：ウルフィラの時代には、古典期ギリシア語のすべての二重母音は単母音化した。ただし、αυ (au) ・ευ (eu)だけは例外で、これらは[aβ]・[ɛβ]と発音されたと思われる。（これらは、現代ギリシア語では[av/af]・[ev/ef]に発展した。）　ウルフィラが書き残したところでは、ギリシア語からの借用語でawとaiwを含む場合、[au]・[ɛu]と発音される可能性が高い。例）Pawlus [paulus]（英：Paul 希：Παῦλος「パウロ」）、aíwaggelista [ɛwaŋgeːlista]（希：εὐαγγελιστής「福音伝道師」、ラテン語のevangelistaを経由して英：evangelist）。
単母音及び二重母音は、[w]の後に続いた場合、二重音声の2番目の発音のように概ね[u]の音で発音される。これは音韻と慰しての二重母音というよりは、音声融合 phonetic coalescence の例にあたる可能性が高い。似た例として、フランス語のpaille（藁）は[aj]があるが、この音は二重母音[ai]ではなく、むしろ母音＋接近音として発音される。例）alew [aleːw]（英：olive oil ラ：oleum「オリーブオイル」）、snáiws [snɛːws]（英：snow「雪」）、lasiws [lasiws]（「疲れた」英：lazy「怠惰な」）。

### 子音
|            | 唇歯音    | 唇歯音 | 歯音  | 歯音  | 歯茎音 | 歯茎音 | 硬口蓋音 | 硬口蓋音  | 軟口蓋音 | 軟口蓋音 | 口蓋垂音 | 口蓋垂音 | 咽頭音 |
| ---------- | --------- | ------ | ----- | ----- | ------ | ------ | -------- | --------- | -------- | -------- | -------- | -------- | ------ |
| 破裂音     | p [p]     | b [b]  |       |       | t [t]  | d [d]  | &bsp;    | ?ddj [ɟ:] | k [k]    | g [g]    | q [kʷ]   | gw [gʷ]  |        |
| 摩擦音     | f [ɸ],[f] | b [β]  | þ [θ] | d [ð] | s [s]  | z [z]  |          |           | g, h [x] | g [ɣ]    | ƕ [ʍ]    |          | h [h]  |
| 接近音     |           |        |       |       |        |        |          | j [j]     |          |          |          | w [w]    |        |
| 鼻音       |           | n [m]  |       |       |        | n [n]  |          |           |          | g, n [ŋ] |          |          |        |
| 側面接近音 |           |        |       |       |        | l [l]  |          |           |          |          |          |          |        |
| ふるえ音   |           |        |       |       |        | r [r]  |          |           |          |          |          |          |        |

一般に、子音は語尾で無声音となる。ゴート語は豊富な摩擦音を持つ（しかしながら、それらの多くは接近音にも近く、これらを弁別することは難しい）。弁別に関する推察は、ゲルマン語派の特徴に沿った形で、グリムの法則とヴェルナーの法則が適用されている。ゴート語は、他のゲルマン語派と違って、R音声母音を通した[r]が現れない場合、[z]音を持つ。さらに、母音の間の二重子音は、単音と長音と倍音(gemination) が区別される。例）atta [atːa]（英：dad「父」）、kunnan [kunːan]（英：to know  「～を知る」独：können「～できる」瑞：kunna「知る」）。

### 閉鎖音
無声閉鎖音の[p]・[t]・[k]は、普通にp, t, kで発音される。たとえば、paska [paska]（英：Easter 希：πάσχα「イースター」）、tuggo [tuŋgoː]（英：tongue「舌」）、kalbo [kalboː]（英：calf「子牛」）。閉鎖音は（非音韻論的には）おそらく現代ゲルマン語群風に発音される（[pʰ]・[tʰ]・[kʰ]）。従って、高地ゲルマン語における第二次子音推移が前提の音声であると考えられる。
文字qはおそらく無声唇軟口蓋閉鎖音（en, 唇音化した無声軟口蓋閉鎖音）[kʷ]：[kʷʰ]と思われるが、これはラテン語の[qu:]と似ている。例えばqiman [kʷiman] （英：come「～に来る」）。後のゲルマン語族では、この音は無声軟口蓋破裂音と両唇軟口蓋接近音を併せたもの（英：qu）となったか、または単純に無声軟口蓋破裂音（英：c, k）となった。
有声閉鎖音[b]、[d]、[g]は、それぞれb, d, gの文字の通りである。他のゲルマン語派言語と判別するべき点として、ゴート語においては、これらの音の位置はおそらく語頭、および鼻音の後に位置された。他の位置では、これらは破擦音の異音になった。語末および無声子音の後では、これらも無声化されたと思われる。例）blinds [blints]（英：blind「盲目」）、lamb [lamp]（英：lamb「子羊（の肉）」）。
有声唇軟口蓋閉鎖音（唇音化した有声軟口蓋閉鎖音）[gʷ]が存在した蓋然性が高い。これは二重子音gwとして表記され、鼻音の後に位置した。例）saggws [saŋgʷs]（英：song「歌」）。また、ゲルマン語派*wwの通常の発音よりも長くなる場合もある。例）triggws [trigʷːs（英：true 独：treu 瑞：trygg「真実の」または「誠実な」）。
同様に、ddj（のちにゲルマン語派の*jjとなった）は有声硬口蓋閉鎖音[ɟː]として発音される。例）waddjus [waɟːus]（英：wall 瑞：vägg「壁」）、twaddje [twaɟːe]（英：two (genitive)「第二格」）。

### 摩擦音
[s]・[z]は通常s・zと書かれる。後者はゲルマン語派の*zに相当し、rまたは、他のゲルマン語派の黙音が起源である。zが語尾に位置する場合には、通常無声化してsとなる。例）saíhs [sɛhs]（英：six「6」）、máiza [mɛːza] (英：more 独：mehr「～より多くの」) ・máis [mɛːs]（英：more, rather「さらに多くの」）。
[ɸ]・[θ]はそれぞれ無声両唇摩擦音と無声歯摩擦音であり、通常f・þと綴られる。前者については、不安定な発音[ɸ]は[f]になることと関係がある。f・þはb・dに由来するものである（語尾に綴られた場合は無声化し、接近音化する）。例）gif [giɸ]（英：give (imperative)「（命令的に）与える」、不定詞はgibanとなる。独：geben）、miþ [miθ]（古英語：mid 独：mit「いっしょに」）。
[h]はhと書かれる。例）haban（独：haben「～を持つ」）。おそらく、語尾に位置した場合にも発音されたと思われる（/g/は[x]ではなくgと書かれ、hとは書かれなかった）。例）jah [jah]（独、スカンジナビア諸語：ja「はい」）。また、別の子音に続く前に、おそらく異音[x]を持っていたと思われる。現代のゲルマン語派諸語は[k]のまえに/s/を置き、ドイツ語においては[x]の前に[t]を置く（スカンジナビア諸語では、htはttと変化する）。例）saíhs [sɛhs] / [sɛxs]（英：six 独：sechs [zɛks] 瑞 sex [sɛks]「6」）、ahtau [ahtɔː] / [axtɔː]（英：eight 独：acht [axt]  瑞：åtta [ɔtʰa]「8」）。
[x]は/g/の、語尾または無声子音の後の異音である。これは常にgと書かれる。例）dags [daxs]（英：day 独：Tag「日」）。いくつかのギリシア語からの借用語には、xの特別な使われ方を見ることができる。これはギリシア文字χから取られたものである。例）Xristus [xristus]（英：Christ 希：Χριστός「キリスト」）。この場合はkを表している可能性がある。
[β]・[ð]・[γ]は有声摩擦音で、母音の間にのみ見つかる。これらは[b]・[d]・[g]の異音であり、書かれる際には区別されていない。[β]はもっと安定した唇歯音の[v]になり得る（構音強化 en）。これらの音素は通常、ゲルマン語派言語の研究に基づきƀ・đ・ǥと表記される。例）haban [haβan]（英：to have「～を持つ」）、þiuda [θiu̯ða]（英：people 古スカンジナビア語：þióð, 独：Deutsch→英：Dutch）、áugo [auγoː]（英：eye 独：Auge「目」）。
ƕ（hwまたはhvと転記される）は[x]に対応する唇口蓋音で、インド・ヨーロッパ祖語の[kʷ]から派生した。これはおそらく[ʍ]（無声の[w]）と発音され、これは英語の多くの方言における[wh]に同じである。例）ƕan [ʍan]（英：when）、ƕar [ʍar]（英：where）、ƕeits [ʍiːts]（英：white）。

### 鼻音、接近音、その他の音素
ゴート語は3つの鼻子音をもつ（うち1つは異音である）。それらは相補分布(en)だけで見ることができる。ゴート語の鼻音は、他の多くの言語と同じように、発音は同じ調音部位で行われるため、続く子音のどちらかと同化する。その結果、たとえば[md]と[mb]のような語順は持ち得ない。
[n]・[m]は単語と最小対(ミニマルペア)のどの位置にも現れうる。ただし、特定のコンテクストで中和される。両唇音の前の[n]は[m]に、また歯音の前の[m]は[n]に変化する。
[ŋ]はゴート語においては音素ではなく、位置も自由ではない。これは鼻子音が軟口蓋閉鎖音の前で中和される際に現れ、[n]・[m]とともに相補分布をなしている。ギリシア語の慣例で、これは通常g（時々n）と書かれた。þagkjan [θaŋkjan]（英：to think「考える」）、sigqan [siŋkʷan]（英：to sink「～を沈める」）、þankeiþ [θaŋkiːθ]（英：thinks「彼は考える」）。子音群ggwが意味するのは [ŋgʷ]・[gʷː]である（上述参照）。
[w]は母音の前のwとして転記される。weis [wiːs]（英：we「我々」）、twái [twɛː]（英：two 独：zwei「2」）。
[j]はそのままjとして転記される。jer [jeːr]（英：year 独：Jahr「年」）、sakjo [sakjoː]（英：strife「争い」）。
[l]は英語や、多の欧州系言語のように使われる。laggs [laŋks]（英：long）、mel [meːl]（英：meal 独：Mahl「食事」）。
[r]はふるえ音[r](あるいははじき音[ɾ])である。raíhts [rɛxts]（英：right）、afar [afar]（英：after）。
共鳴音[l]・[m]・[n]・[r]は音節の核として、語尾の子音、または二つの子音の間で働く（成節子音）。これは現代英語でも見られる現象で、たとえばbottleの発音は、たいていの方言では[bɒtl]である。ゴート語でのいくつかの例）tagl [taγl]（英：tail 瑞：tagel）、máiþms [mɛːθm̩s]（英：gift）、táikns [tɛːkn̩s]（英：token 独：Zeichen 瑞：tecken）、tagr [taγr]（英：tear）。

### 強調とイントネーション
ゴート語のアクセントは、グリムの法則とヴェルナーの法則を用いて、音声比較学的に再建することができる。ゴート語は、インド・ヨーロッパ祖語と違い、高低アクセントよりむしろ強勢アクセントを用いた。たとえばある音節が弱いアクセントの時は、長母音[eː]・[oː]が短くなる、[a]・[i]が消失する、といった特徴がある。
他のゲルマン語派言語のように、インド・ヨーロッパ語族の自由に動くアクセントは、単純な語彙では第1音節に固定された（たとえば、現代英語では、第一音節にアクセントを持っていないほとんど全ての単語は、他言語からの借用語である）。単語が語形変化しても、アクセントは移動しない。大部分の複合語での強勢の位置は、2番目の語に依存する。
- 2語目が名詞である複合語では、アクセントは最初の語の最初の音節に置かれる。
- 2語目が動詞である複合語では、アクセントは単語の構成要素の最初の音節に置かれる。前部を分離できる要素を持つ動詞がある場合には強勢ではなくなるが、分離できる単語がコンテクストにある場合を除く（二つ以上に分離でき、かつ、分離した後もそれぞれの語が意味を持つような場合、たとえばドイツ語やオランダ語の分離動詞。これらの場合は、接頭辞に強勢が付けられる。

例（現代ドイツ語と比較できる単語による）
- 非複合語：marka ['marka]（英：border, borderlands「国境、国境地帯」 (英語のmarchはスペイン語のMarchesが語源)、aftra ['aftra]（英：after）bidjan ['bidjan]（英：pray 独：beten 瑞：bedja「祈る」）
- 複合語：
  - 第2要素が名詞の場合：guda-láus ['guðalaus]（英：godless「神を信じない」）
  - 第2要素が動詞の場合：ga-láubjan [ga'lauβjan]（英:believe「（神を）信じる」(独：glaubenは古高地ドイツ語のg(i)loubenの、iにアクセントのない単語が語源）

## 形態論

### 名詞
ゴート語は、現代のゲルマン語派諸語に必ずしも残っていない、インド・ヨーロッパ祖語の特徴（特に豊富な語形変化体系）を有している。ゴート語は主格、対格、属格、与格の4つの格を持ち、呼格の痕跡もある。また文法上の性はインド・ヨーロッパ祖語に存在した男性、女性、中性の三つ全てを保った。
東ゲルマン語族にもっとも顕著な特徴の一つとして、形容詞が弱変化（一般に、語幹がnで終わる場合）と、強変化（語幹が母音で終わるか、代名詞を示す屈折接辞で終わる場合）を持つことが挙げられる。この区分はゴート語において重要である。名詞が語形変化のひとつのクラスに属すことができる場合は、語幹の終わりに従属し、多くの形容詞は強弱どちらかの語形変化をすることができる。定的な指示詞または定冠詞とともに使用される形容詞は、弱変化をとり、一方不定冠詞とともに使用される形容詞は強変化を持つ。
この規則は、形容詞の語形変化として、現代ドイツ語でいまだに見ることができる。
- 弱変化： der gute Wein
- 強変化： guter Wein, ein guter Wein

記述形容詞（最上級を表す語尾-ist・-ost）と過去分詞はどちらも語形変化を伴う。いくつかの代名詞は弱変化形しか持たない。例）sama（英：same）、比較級形容詞と現在分詞に相当する形容詞的な語 unƕeila（英：constantly、語幹はƕeila 英：timeだが、英：whileと比較される）。また、例えばáins（英：some）などの形容詞は強変化形しか持たない。
下の表はゴート語のblind（英：blind）の語形変化について、弱変化を起こすguma（英：man）と、強変化を起こすdags（英：day）をそれぞれにまとめたものである。
| 格   | 弱変化 | 弱変化 | 弱変化 | 弱変化 | 弱変化 | 強変化 | 強変化 | 強変化 | 強変化 | 強変化 |
| 単数 | 名詞   | 形容詞 | 形容詞 | 形容詞 | 形容詞 | 名詞   | 形容詞 | 形容詞 | 形容詞 | 形容詞 |
| 単数 | 名詞   | 語幹   | 男性   | 中性   | 女性   | 名詞   | 語幹   | 男性   | 中性   | 女性   |
| ---- | ------ | ------ | ------ | ------ | ------ | ------ | ------ | ------ | ------ | ------ |
| 主格 | guma   | blind- | -a     | -o     | -o     | dags   | blind- | -s     | -ø     | -a     |
| 対格 | guman  | blind- | -an    | -o     | -on    | dag    | blind- | -ana   | -ø     | -a     |
| 属格 | gumins | blind- | -ins   | -ins   | -ons   | dagis  | blind- | -is    | -is    | -áizos |
| 与格 | gumin  | blind- | -in    | -in    | -on    | daga   | blind- | -amma  | -amma  | ái     |
| 複数 |        |        |        |        |        |        |        |        |        |        |
| 主格 | gumans | blind- | -ans   | -ona   | -ons   | dagos  | blind- | -ái    | -a     | -os    |
| 対格 | gumans | blind- | -ans   | -ona   | -ons   | dagans | blind- | -ans   | -a     | -os    |
| 属格 | gumane | blind- | -ane   | -ane   | -ono   | dage   | blind- | -áize  | -áize  | -áizo  |
| 与格 | gumam  | blind- | -am    | -am    | -om    | dagam  | blind- | -áim   | -áim   | -áim   |

この表は完全なものではない。特に、ここには第二変化中性単数(a-stem neuter)や、不規則変化名詞が含まれていない。ゴート語が取りうる語尾の形式については、下記に示す。
- 強変化（strong declensions）
  - 語幹が-a, -ja, -waで終わる（男性・中性）：ラテン語とギリシア語の第二変化と等価（‑us / ‑iおよび‑ος / ‑ου）
  - 語幹が-o, -jo, -woで終わる（女性）：ラテン語とギリシア語の第一変化と等価（‑a / ‑æおよび‑α / ‑ας(‑η / ‑ης)）
  - 語幹が-iで終わる（男性・女性）：ラテン語とギリシア語の第三変化と等価（‑is (対格‑im)および‑ις / ‑εως）
  - 語幹が-uで終わる（全ての性）：ラテン語の第四格変化（‑us / ‑us）およびギリシア語の第三変化と等価（‑υς / ‑εως）
- 弱変化（weak declensions、すべての語幹が-nで終わる）、ラテン語とギリシア語の第三変化と等価（‑o / ‑onisおよび‑ων / ‑ονοςまたは‑ην / ‑ενος）
  - 語幹が-an, -jan, -wanで終わる（男性）
  - 語幹が-on, -einで終わる（女性）
  - 語幹が-nで終わる（中性）：ラテン語とギリシア語の第三格変化と等価（‑men / ‑minisおよび‑μα / ‑ματος）
- minor declensions：語幹が-r, -ndで終わり、他の子音の語尾に痕跡がある場合。ラテン語とギリシア語の第三変化と等価。

ゴート語の形容詞は密接に名詞語形変化と関わり、これらは同じ種類の屈折を用いる。

### 代名詞
ゴート語はインド・ヨーロッパ祖語の代名詞を完全に引き継いでいる：人称代名詞（各三人称のための再帰代名詞を含む）、所有代名詞、単純・複合それぞれの指示代名詞、関係代名詞、疑問詞、不定代名詞。他のインド・ヨーロッパ語族の言語のように、それぞれ特殊なパターンの曲用を持つ（特に名詞の語形変化を反映する）。
特筆すべき一つの大きな特徴は、双数の存在である。これは「二人」または二組の何かを表す際に用い、複数とは区別して使われた。従って、「我々の二人」と「我々」は、それぞれwitとweisと表記された。インド・ヨーロッパ語族（たとえば初期ギリシア語やサンスクリット）は双数を文法の全ての範疇に応用するが、ゴート語では代名詞にのみ存在する。
単純な指示代名詞sa(中性：tata 女性：so、インド・ヨーロッパ語族の語幹では *so, *seh2, *tod、同族のギリシア語ではὁ, τό, ἡ、ラテン語ではistud)は冠詞としても使われ、さらに「定冠詞＋弱い形容詞＋名詞」という構造を作ることができる。
疑問代名詞は全てƕ-で始まる。これはインド・ヨーロッパ祖語の子音*kwが起源である。同じ起源のものは、多くのインド・ヨーロッパ語族の疑問詞に見られる。例）英：wh-、独：w- [v]、瑞：v-、ラ：qu-（現代のロマンス諸語にも残存する）、希：τまたはπ（*kwの継承としてギリシア語独自のもの）、サンスクリット：k-。

### 動詞
ゴート語の大半の動詞は、インドヨーロッパ語族の動詞活用のうち幹母音型 (en) と呼ばれるタイプに従う。幹母音型と呼ばれるのはこの型ではインド・ヨーロッパ祖語で*eまたは*oと再建される母音が語根と語尾のあいだに挿入されるためである。このパターンはラテン語とギリシア語にも存在する。
- ラテン語 leg-i-mus (「我々は読む」):語根 leg-＋幹母音 -i- (＜*e)＋人称語尾 -mus
- ギリシア語 λύ-ο-μεν (「我々は解く」):語根 λυ- ＋幹母音 -ο- ＋人称語尾 -μεν
- ゴート語 nim-a-m (「我々は受け取る」):語根 nim-(独：nehmen)＋幹母音 -a- (*oから)＋人称語尾 -m

他にゴート語には、無幹母音型 (en) と呼ばれる動詞変化がある。これは語根に直接的に語尾が付くものであり、ギリシア語とラテン語同様ゴート語でも造語力はなく古い形式の化石としてしか存在しない。これが例証されるもっとも重要なものがコピュラで、ギリシア語、ラテン語、サンスクリット、ほか多数のインド・ヨーロッパ語でも無幹母音型変化である。
ゴート語の動詞は、名詞と形容詞のように、強変化型の動詞と弱変化型の動詞に分けられる。弱変化動詞は、接尾辞-daまたは-taを付けることによって過去形の特徴が付与され、並行して過去分詞に-þ / -tが伴う。強変化動詞は、語根の母音を置き換えることにより過去時制を表すか、語根の最初の子音を二重にするが、いずれにせよ接尾辞を加えることはない。同様のものはギリシア語とサンスクリット語の完了時制に見られる。この二分法は、現在のゲルマン語派言語にも残っている。
|                | 弱変化「持つ」 | 弱変化「持つ」 | 弱変化「持つ」 | 強変化「与える」 | 強変化「与える」 |
| 不定詞         | 過去形         | 過去分詞       | 不定詞         | 過去形           |                  |
| -------------- | -------------- | -------------- | -------------- | ---------------- | ---------------- |
| ゴート語       | haban          | habáida        | habáiþs        | giban            | gaf              |
| 英語           | (to) have      | had            | had            | (to) give        | gave             |
| ドイツ語       | haben          | hatte          | gehabt         | geben            | gab              |
| アイスランド語 | hafa           | hafdi          | haft           | gefa             | gaf              |

ゴート語の動詞は、次のような形態を持つ。
- 態：能動態・中動態
- 数：単数・双数・複数（双数には3人称はない）
- 時制：現在・過去
- 法：直説法・接続法（形態上は希求法(en)に由来）・命令法
- 現在不定詞・現在分詞・過去受動分詞

ただし、全ての時制と人称がすべての態と法を示す訳ではない。いくつかの動詞変化は助動詞を伴う。
最後に、過去現在動詞(preterit-present verb)と呼ばれるものがある。古いインド・ヨーロッパ諸語では現在時制として解釈し直された完了時制である。ゴート語のwáitは、インド・ヨーロッパ祖語の*woid-h2e（「見る」の完了時制）に相当し、これはサンスクリットでの同根語のvedaとギリシア語の(Ϝ)οἶδαに一致する。双方とも、語源的には「私は見ている」の完了を意味するが、実際には「私は知っている」という現在としての意味である。ラテン語はいくつかの同じ法則性を受け継いでいる。（例）nōuī（「私は知った」と「私は知っている」）。過去現在動詞は他にもaihan（「所有する」）やkunnan（「知っている」）などがある。

## 他のゲルマン言語との比較

### ゴート語と古スカンジナビア語
ゴート語はスカンジナビア起源の要素を持ち、特にその方言 Old Gutnish (en)は古スカンジナビア語と言語的に類似点がある。Old Gutnish とゴート語の類似したいくつかの語は、言語学者エリアス・ヴェッセン (Elias Wessén) がゴート語方言として分類している。ここに、14世紀の写本から取られた南ヨーロッパの Gutasaga (en) をテクストのサンプルとして例示する。
siþan af þissum þrim aucaþis fulc j gutlandi som mikit um langan tima at land elptj þaim ai alla fyþa þa lutaþu þair bort af landi huert þriþia þiauþ so at alt sculdu þair aiga oc miþ sir bort hafa som þair vfan iorþar attu... so fierri foru þair at þair quamu til griclanz... oc enn byggia oc enn hafa þair sumt af waru mali
over a long time, the people descended from these three multiplied so much that the land couldn't support them all. Then they draw lots, and every third person was picked to leave, and they could keep everything they owned and take it with them, except for their land. ... They went so far that they came to the land of the Greeks. ... they settled there, and live there still, and still have something of our language.
（訳）長期間に渡り、これら3つ（の民族）から派生した民族の人口が倍加したため、土地は彼ら全てを支えることが出来なかった。そこで彼らは「くじ」を引き、3人の内1人がその土地を去ることに決められた。その土地を去ることになった人々は、その土地を除き、彼ら全ての所有物を保持しておくことが出来た。…彼らは非常に遠方に移動したため、ギリシア人の土地に到達するに至った。…彼らはそこに定住し、未だにそこで生活しているが、我々の言語と未だにつながりを有している。
北および東ゲルマン諸語との類似点の要点は次の通り：
1. 初期ゲルマン語の*-jj-と*-gg-から、ゴート語へのddjへの進化（古ゴート語ではggj?）およびggwと古スカンジナビア語ggjとggv（ホルツマン法 Holtzmann's law）。たとえば、古高地ドイツ語のzwei（「2」）の属格zweioは、ゴート語方言ではtwaddjeとなり、古スカンジナビア語ではtveggjaとなる。
2. 多数の-naで終わる起動相動詞は、ゴート語ではwaknan、現代スウェーデン語ではvankaとなる。
3. ゴート語は古ノルウェー語を通じて、古スカンジナビア語などの初期ゲルマン諸語を理解するのに非常に重要である。古ゲルマン諸語の語尾-n、例えばnavnやnamn（英：name）は、ゴート語ではnamo、及びその複数属格namneと解釈できる。時折、ゴート語の解釈は古いルーン文字碑文から行われるが、ゴート語の単語gudja（英：Gothi (en)、聖職者）はNordhugloのルーン文字碑文で見つかるノルウェー語gudijaと同起源であると解釈できる。

しかしながら、通常ゲルマン語族は東ゲルマン語群と西ゲルマン語群に理論的に分類されていた。今日では「初期ゲルマン語群」が独立して、三つのグループとして扱われている。

### その他のゴート語の特徴
最初に証明されたゲルマン語派言語として、ゴート語は他の全ての既知のゲルマン語派言語に共通するいくつかの特徴を示すことができない。最も目立つことは、ゴート語は形態的にウムラウトを持たないということである。ゴート語のgudja「聖職者」は、古スカンジナビア語gydja「（女性の）聖職者」と対比させることができる。古スカンジナビア語は、この例のようにI-ウムラウトの影響を受けた/u/から/y/への変化を持つが、ゴート語にはそのような変化はない。
ゴート語はインド・ヨーロッパ語族から受動態を引き継いでいるが、他の全てのゲルマン語族では証明されていない。ゴート語は、過去形の形成において重複 reduplication を示すいくつかの動詞を持っている。例）haitan（英：to be called）→haihait、諾：heita、独：heißen、古英語：hight）。しかし、他のインド・ヨーロッパ語族には、古英語、古スカンジナビア語、古高地ドイツ語に少し痕跡が残る程度である。